# 谷田優也
谷田 優也（たにだ ゆうや、1982年〈昭和57年〉10月8日 - ）は、日本の実業家。ゲーム・eスポーツに関連する様々なサービスを提供するGLOE株式会社の代表取締役。

## 経歴
- 1982年 - 大阪府生まれ
- 2004年 - 株式会社マリノに入社
- 2008年 - 株式会社ファーストビット入社
- 2010年 - 角川コンテンツゲート（現ブックウォーカー）に入社
- 2013年 - マーベラスに入社
- 2015年 - ウェルプレイド株式会社（現GLOE）を設立
- 2021年 - 株式会社RIZeSTと合併
- 2022年 - 東証マザーズ上場
- 2024年 - GLOE株式会社に商号変更

## 人物
ゲームに寛容な家庭で幼少期よりゲームに触れて育つ。小学生のときにみたTV番組でゲーム開発者の存在を知り、プログラマーになることを志す。高校時代にゲームセンターに通いながらPCゲームにも触れ始め、ますますゲームの世界に魅了される。
2004年に入社した会社でシステムエンジニア、プランナー、ディレクターを経験し、2010年、角川コンテンツゲート（現ブックウォーカー）に入社。デジタルIPのプロデュースを中心に、インターネット通信技術を学ぶ。また、ゲームプロデュースなども担当。
2013年、マーベラスに入社。趣味の格闘ゲームに勤しみ、アジア4位の座を獲得。そこで、ゲームがうまい人がゲームだけで生きていけない状況に疑問を感じる。渋谷のゲームセンターで出会った高尾（旧共同代表）と、自分たちでゲームを生業にしていける世界を作ろうと語ったことでウェルプレイド株式会社の設立に至る。
2015年、ウェルプレイド株式会社設立。代表取締役に就任。
2017年6月、面白法人カヤックと業務・資本提携。
2021年2月、ウェルプレイド株式会社と株式会社RIZeSTが合併し、ウェルプレイド・ライゼスト株式会社に。同社の代表取締役に就任。
2022年11月、eスポーツ株では国内初となる東京証券取引所グロース市場へ上場を果たす。
2024年2月、GLOE株式会社へ商号変更。

## 関連書籍
「気鋭のリーダー10人に学ぶ　新しい子育て（日経BP）」

## 主なメディア出演

### TV／YouTube
- 2021年11月16日　エンタープライズTV[2]
- 2022年11月30日　IRTV「【IRTV 9565】ウェルプレイド・ライゼスト/会社概要と今後の成長戦略について[3]」
- 2022年12月5日　日経CNBC online「IPO社長に聞く」[4]
- 2023年1月27日　日本テレビeGG　これ大会に出来ませんか？SP
- 2023年5月17日　SBI証券公式チャンネル「Market Breakthrough第156回　ウェルプレイド・ライゼスト株式会社」[5]

### ラジオ
- 2018年4月20日　FMヨコハマ「FLAG」
- 2021年8月22日　文化放送「Siciety5.0」
- 2023年1月28日　FM軽井沢「サタデー・ナイトニュース」
- 2023年4月10,14日　藤沢久美の社長Talk

### 新聞
- 2022年11月21日　日本経済新聞「ウェルライの谷田代表「eスポーツの新市場を開拓」」[6]

### Webサイト
- 2019年1月8日　アスキーキッズ「日本人プロゲーマーの生活 もっと知られるべき過酷な実態とプレッシャー」[7]
- 2019年7月18日　マネ育ch　「子どもたちが憧れる"esports"プレーヤーを育てたい 〜esports専門会社　ウェルプレイド株式会社　代表取締役社長　谷田優也氏に聞く〜」[8]
- 2021年12月22日　CREATORS STATION「ゲームへのほとばしる熱意。“アカホシ”こと谷田優也氏が願うeスポーツの未来像」[9]
- 2023年3月11日　経済界ウェブ「格闘技や音楽イベントを超えるｅスポーツの熱狂　谷田優也　ウェルプレイド・ライゼスト」[10]
- 2023年4月17日　KEIEISHA TERRACE「目指すは“ゲームの理解度が超高いプロデューサー集団”。eスポーツの経済圏を作っていく」[11]
- 2023年11月27日　the Entrepreneur「決断する経営者は、メタルスライムを倒して強くなる」[12]
- 2024年2月28日　社長名鑑「革命の先駆者！ ゲームの力で社会問題を解決する社長の生き様に迫る」[13]
- 2024年4月8日　Real Sound「関わるすべての人が「ゲームを好きで良かった」と思えるように――GLOE株式会社・谷田優也＆VTuber・渋谷ハルが語る“ゲームと寄り添う人生”」[14]